# Dywizjon Zwalczania Moździerzy (PSZ)
Dywizjon Zwalczania Moździerzy (dzm) – pododdział artylerii lekkiej Polskich Sił Zbrojnych, sformowany w ramach artylerii dywizyjnej 4 Dywizji Piechoty.

## Formowanie i przekształcenia organizacyjne
Sformowany wraz z macierzystą dywizją na mocy rozkazu Naczelnego Wodza nr 150/tjn. Org/45 z dnia 15 lutego 1945 roku. Początkowo formowany jako bateria o stanie 12 oficerów i 89 szeregowych. Następnie poza etatami brytyjskimi, z uwagi na brak zgody przeformowany w dywizjon. Dywizjon był zmotoryzowany spełniał funkcję pododdziału pomiarów artylerii z uwzględnieniem przeciwdziałania nieprzyjacielskim jednostkom moździerzy. Wchodził w skład artylerii dywizyjnej 4 Dywizji Piechoty w Wielkiej Brytanii. Osiągnął pod koniec maja 1945 r. stan etatowy. Rozformowany wraz z artylerią 4 DP w kwietniu 1947 roku.

## Obsada dowódcza[2]
- dowódca dywizjonu – mjr Jan Tomala
- zastępca dowódcy dywizjonu – kpt. Czesław Machowski
- dowódca 1 baterii – por. Jan Kowalski
- dowódca 2 baterii – ppor. Józef Weber
- dowódca 3 baterii – ppor. Zbigniew Płaskoczyński